# Gríxine (Crimea)
|  | Per a altres significats, vegeu «Gríxino». |

Gríxine (en ucraïnès: Гришине) és un poble de la República Autònoma de Crimea, a Ucraïna, que el 2014 tenia 1.755 habitants. Pertany al districte rural de Pervomàiske.